# 十條アイススケートセンター
十條アイススケートセンター（じゅうじょうアイススケートセンター）は、釧路市にかつて存在した屋内スケートリンク。日本製紙釧路工場が運営していた。通称「十條リンク」、「十條スケートセンター」。

## 概要
十條製紙（現・日本製紙）完全子会社の「十條開発」により、「十條ボウル釧路センター」として1971年12月18日に開業。1階に駐車場・2階に32レーンのボウリング場とレストランやビリヤード場・3階にミーティング場を設けるも、過当競争やボウリングブームの斜陽化に伴い1975年に3年7ヶ月の短い営業期間で閉業。その後アイスホッケー専用リンクの必要性から室内スケート場へ改装される形となった。
1975年9月に十條ボウルを改装する形で着工し総工費2.2億円をかけ11月に完成、鉄筋コンクリート造3階建て3,085平米で、当初は立ち見含め約2,000名・末期は約1,400名の収容人数とし、1階に幅28m長さ60mのパイピングリンク1面・観覧席、2階に観覧席、3階にミーティングルームを設け、十條製紙アイスホッケー部（後の日本製紙クレインズ・ひがし北海道クレインズ）のホームリンクとして用いられ、11月8日に開業式典とこけら落としとして日本アイスホッケーリーグ十條製紙対国土計画戦を開催。地域のレクリエーション施設としての利用も想定され、女子チーム「釧路ベアーズ」や少年団「クレインズジュニア」といった地域チームの練習場所や、釧路周辺の十條製紙グループ社員を集めた社内運動会にも用いられた。
2003年には十勝沖地震に伴い吊り天井の一部が崩落、国土交通省の調査では吊りボルトの補強を行う斜材が無かったことが指摘されている。2005年8月31日には照明設備の漏電により天井裏の断熱材など0.5平米を焼失。
末期には年間数千万円の赤字が生じ、施設の老朽化に伴い2013年4月に閉館、2016年9月20日から2017年5月まで解体工事を行った。跡地にはスーパーアークス鳥取大通店が建設されている。